# 戴安德
戴安德（Bishop André-Jean-François Defebvre, C.M. 1886年6月24日—1967年4月7日），天主教宁波教区代牧、主教（1926年12月14日-1967年4月7日）、天主教永嘉教区代理主教（1950-1951年），法国遣使会会士。
1886年6月24日，戴安德出生在法国北部图尔宽。1903年（16岁）入遣使会。1910年7月3日，24岁晋升神甫。赴中國传教。1926年12月14日（40岁）由教廷任命为宁波教区宗座代牧，领Gibba 主教衔 。1927年5月1日，由台州胡若山主教、杭州田法服主教、海门朱开敏主教祝圣 。1946年4月11日，罗马教廷建立中国圣统制，梅占魁任宁波教区主教。 
1949年6月29日，罗马教廷宣布从宁波教区分设天主教永嘉教区，1950年宣布，永嘉教区主教由戴安德主教代理，中国神父苏希达为副主教。1951年6月15日，由苏希达任永嘉教区代理主教。 
195年被驱逐出境。1967年4月7日，戴安德主教在去世，年80岁。